# Kelet-Afrika

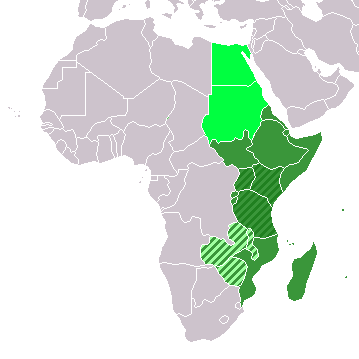

Kelet-Afrika az afrikai kontinens legkeletibb régiója, amelynek földrajztudományi vagy geopolitikai alapon számos eltérő lehatárolása létezik. Az ENSZ földrajzi régiós felosztása alapján 19 ország és terület alkotja Kelet-Afrikát:
- Kenya, Tanzánia és Uganda – egyúttal a Kelet-afrikai Közösség tagállamai
- Dzsibuti, Eritrea, Etiópia és Szomália – azaz Afrika szarva
- Mozambik és Madagaszkár – néha Dél-Afrikához sorolják
- Malawi, Zambia és Zimbabwe – gyakran Dél-Afrikához sorolják; a Közép-afrikai Szövetség tagállamai
- Burundi és Ruanda – néha Közép-Afrikához sorolják
- Comore-szigetek, Mauritius és Seychelle-szigetek – apró indiai-óceáni szigetországok
- Réunion és Mayotte – francia tengerentúli területek az Indiai-óceánon

Földrajzi alapon gyakran Szudán déli felét is ide sorolják, sőt olykor Szudán és Egyiptom egész területét is.

## Terület, népesség
| Név                         | Terület (km²) | Népesség (2016) | Népsűrűség (fő/km²) | Főváros       |
| --------------------------- | ------------- | --------------- | ------------------- | ------------- |
| Burundi                     | 27 830        | 10 742 276      | 386                 | Bujumbura     |
| Comore-szigetek             | 2 236         | 780 971         | 359,9               | Moroni        |
| Dzsibuti                    | 23 000        | 828 324         | 36                  | Dzsibutiváros |
| Eritrea                     | 121 320       | 6 527 689       | 53,8                | Aszmara       |
| Etiópia                     | 1 127 127     | 99 465 819      | 88,2                | Addisz-Abeba  |
| Kenya                       | 582 650       | 45 925 301      | 78,8                | Nairobi       |
| Madagaszkár                 | 587 040       | 23 812 681      | 40,5                | Antananarivo  |
| Malawi                      | 118 480       | 17 964 697      | 151,6               | Lilongwe      |
| Mauritius                   | 2 040         | 1 339 827       | 656,8               | Port Louis    |
| Mozambik                    | 801 590       | 25 303 113      | 31,5                | Maputo        |
| Ruanda                      | 26 338        | 12 661 733      | 480,7               | Kigali        |
| Seychelle-szigetek          | 455           | 92 430          | 203,1               | Victoria      |
| Szomália                    | 637 657       | 10 616 380      | 16,6                | Mogadishu     |
| Szomáliföld de facto (2008) | 137 600       | 3 500 000       | 25                  | Hargeysa      |
| Dél-Szudán                  | 619 745       | 12 042 910      | 19,4                | Juba          |
| Tanzánia                    | 945 087       | 51 045 882      | 54                  | Dodoma        |
| Uganda                      | 236 040       | 37 101 745      | 157,2               | Kampala       |
| Zambia                      | 752 614       | 15 066 266      | 20                  | Lusaka        |
| Zimbabwe                    | 390 580       | 14 229 541      | 36,4                | Harare        |